# Senan (Spanyolország)
Senan egy község Spanyolországban, Tarragona tartományban. Senan Els Omells de na Gaia, Vallbona de les Monges, L'Espluga de Francolí, Fulleda és L'Espluga Calba községekkel határos. Lakosainak száma 46 fő (2024).

## Népesség
A település népessége az elmúlt években az alábbi módon változott:
| Lakosok száma | 35   | 318  | 250  | 118  | 24   | 33   | 59   | 53   | 48   | 46   |
|               | 1717 | 1887 | 1936 | 1960 | 1986 | 2004 | 2009 | 2014 | 2019 | 2024 |